# L'Oreille de Lincoln
L'Oreille de Lincoln est la quarante-quatrième histoire de la série Les Tuniques bleues de Lambil et Raoul Cauvin. Elle est publiée pour la première fois du no 3274 au no 3284 du journal Spirou, puis en album en 2001.

## Résumé
L’histoire se passe lors du siège de Vicksburg. Le Général Grant et ses hommes essaient de traverser les lignes ennemies. Des milliers d’hommes perdent la vie mais Grant ne veut pas se replier, heureusement, le Général Sherman arrête le désastre en ordonnant aux hommes de revenir sur leurs lignes. Grant va alors partir se saouler lors d’une réunion avec les hauts gradés et reviendra avec un plan.
Il consiste à creuser un tunnel en dessous des lignes ennemies et d'y mettre des barils de poudre afin de les faire exploser. Cependant le plan échouera, les barils seront volés par les confédérés, faute du général ayant attendu trop longtemps avant de les faire exploser.
Déçus par ce nouvel échec, Grant repart boire. C’est alors qu’un journaliste prévient nos deux héros que l’oreille de Lincoln, un espion travaillant pour le Président, est en route car celui-ci a eu vent de l’amour que porte le général pour la boisson. Blutch et Chesterfield vont alors tout faire pour que Grant ne soit pas remplacé.
Nos deux héros vont alors se déguiser afin de fournir de faux témoignages à l’espion. Blutch va discrètement donner les bouteilles de Grant aux confédérés et va aussi enfermer l’oreille dans le tunnel. L’espion sera alors aux mains des confédérés et Grant sera sauvé mais le journaliste partira avec un titre de journal assez déplaisant.

## Personnages
- Sergent Chesterfield
- Caporal Blutch
- Général Ulysses Grant
- Major Tecumseh Sherman
- L'Oreille de Lincoln
- Le journaliste du Chicago Times
- Pemberton
- Capitaine Stark

## Historique
La rédaction du Journal de Spirou avait reconnu une erreur dans une image : la couleur des chevaux des généraux Grant et Sherman a été inversée sur une image, et comme ils sont impossibles à distinguer autrement, on peut croire qu'ils ont échangé leurs avis d'une image à l'autre.

## Analyse historique
Lambil et Cauvin se sont inspirés de faits réels mais ont aussi ajouté une bonne part de fiction.
L'album se rapproche de la réalité quand il évoque la tuerie de Vicksburg. Celle-ci a réellement eu lieu et a fait exactement 157 morts, 777 blessés
et huit disparus du côté de l’Union. La trêve de Vicksburg est aussi évoquée. Elle permet à l’Union de rapatrier les morts et les blessés du champ de bataille. En effet, à cause de la première tentative d’assaut, de nombreux corps gisent entre les lignes. Par ailleurs, un assaut semblable est visible dans les premières pages de la bande dessinée. Il y avait aussi des blessés qui demandaient des secours ou de l’eau. Dans un autre registre, Cauvin a bien mis en évidence le penchant pour la boisson du Général U. Grant. Pour conclure ces points positifs, le dessinateur a marqué la ressemblance entre l’oreille de Lincoln et le président de l’époque, Abraham Lincoln. En effet, l’espion arbore le même style vestimentaire que Lincoln et porte aussi les mêmes favoris que le 16e président des États-Unis.
Cependant, les auteurs s'écartent de la réalité à quelques reprises. Premièrement, le journaliste mentionne qu’il fait partie du Chicago Times (en), il va alors aider les deux personnages principaux qui sont du côté de l'Union. Le journal existe bel et bien mais il est plus favorable aux confédérés car à l’époque le journal dénonçait les politiques du président A.Lincoln. Cependant, le camp de ce journaliste est difficile à définir, il aide le Général Grant à ne pas être vu par l'oreille de Lincoln lorsque celui-ci est ivre, il est donc du côté de l'Union. Mais il est du côté de la Confédération car celui-ci part avec un titre qui ne peut mettre en avant la « défaite » de Lincoln et de son espion. Deuxièmement, l’oreille de Lincoln est totalement fictive, le président n’a jamais envoyé d’espion à Vicksburg pour le Général U. Grant et aucune trace d’espion de ce genre n’a été trouvé. Troisièmement, le plan de Grant est lui aussi fictif. Il n’a jamais été question de creuser un tunnel et d'y mettre des barils de poudre pour faire exploser les confédérés.